# チワワは見ていた ポルノ女優と未亡人の秘密
『チワワは見ていた ポルノ女優と未亡人の秘密』（Starlet）は、ショーン・ベイカー監督による2012年のアメリカ映画。
21歳のジェーンと85歳セイディーが織り成す交流を描いたヒューマンドラマ。

## キャスト
- ジェーン：ドリー・ヘミングウェイ
- セイディ：ベセドカ・ジョンソン
- メリッサ：ステラ・メイブステラ・メイブ
- マイキー：ジェームズ・ランソン
- アラシュ：カレン・カラグリアン